# Wszędołaz

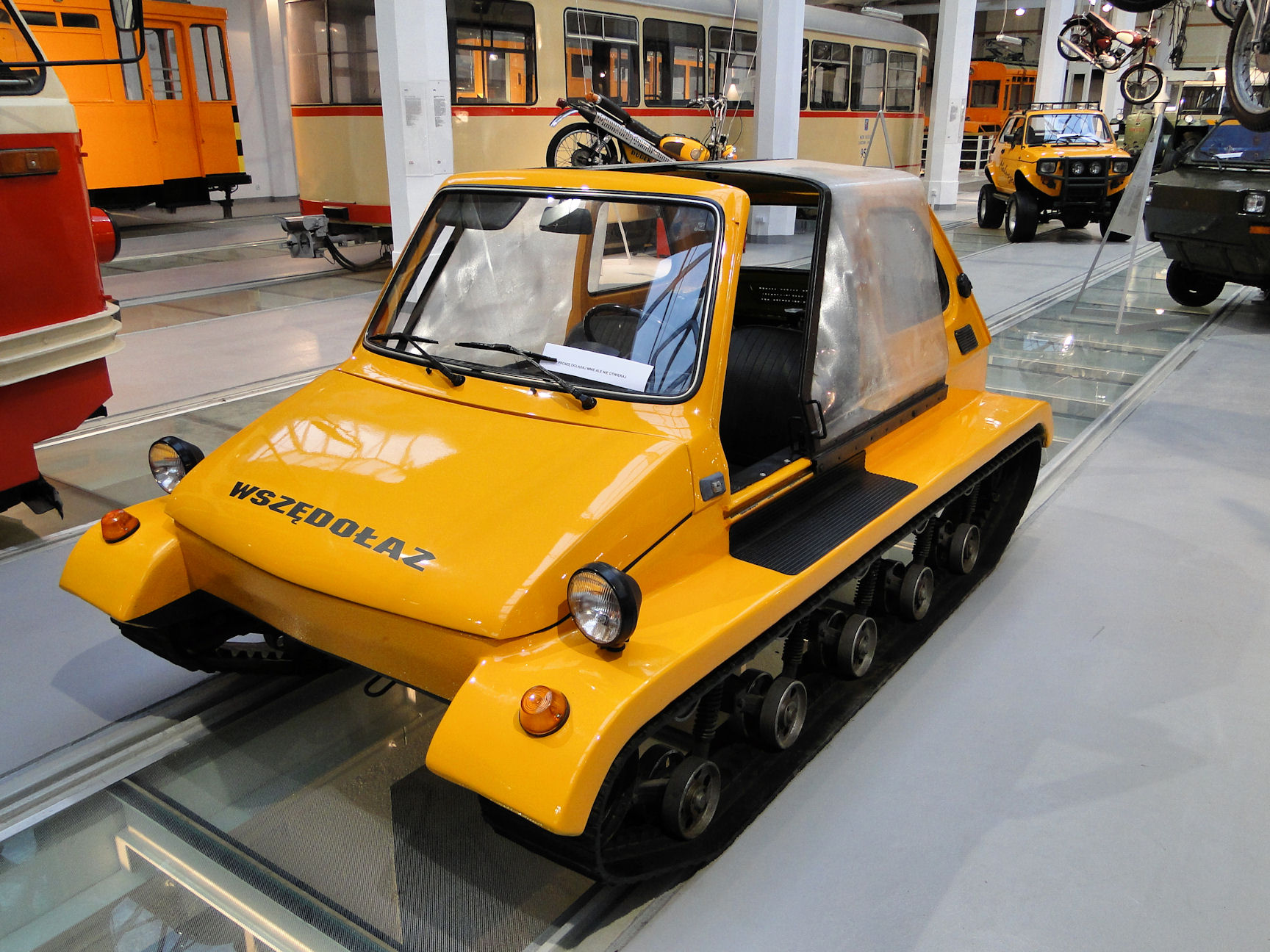
Wszędołaz

Wszędołaz – prototypowy, lekki pojazd terenowy wykonany w Zakładzie Transportu Energetyki w Radomiu. Pojazd nie wszedł do produkcji seryjnej.

## Historia
„Wszędołaz” został opracowany pod koniec lat siedemdziesiątych XX wieku. Przeznaczony był do inspekcji linii energetycznych w trudnym terenie, zwłaszcza w warunkach zimowych. Pieczę na projektem sprawował Kryspin Białek – dyrektor Zakładu Transportu Energetyki w Radomiu. Zespół konstrukcyjny stanowiły 4 osoby – pracownicy Zakładu: Robert Drab, Andrzej Grabowski, Krzysztof Prokopowicz i Jerzy Smoliński. Prototyp ukończono w 1980. Pojazdem (choć nie był jeszcze ukończony) zainteresowali się Chińczycy – prowadzone były rozmowy w sprawie dużego zamówienia. Rozmowy nie zostały jednak sfinalizowane. Zaniechano także (ze względu na problemy techniczne z napędem gąsienicowym) seryjnej produkcji „Wszędołaza”.

## Charakterystyka techniczna
W pojeździe wykorzystano nadwozie Fiata 126p, dokonując jednak daleko idących przeróbek spowodowanych głównie zastosowaniem napędu gąsienicowego oraz zapewnieniem pływalności pojazdu. Silnik (z Fiata 126p), pędniki strumieniowe do poruszania się po wodzie oraz dodatkowe przekładnie umieszczono na miejscu tylnej kanapy, co spowodowało, że pojazd mógł pomieścić tylko dwie osoby. Zamiast drzwi zastosowano przeźroczystą, przesuwną osłonę obejmującą zarówno boki, jak i dach pojazdu.
Pojazd posiadał gumowe gąsienice do jazdy terenowej. „Wszędołaz” nie był dostosowany do długotrwałej jazdy po szosie. Przewidywano, że na miejsce inspekcji będzie przewożony na lawecie. Sterowanie pojazdem odbywało się przy pomocy kierownicy, która pochodziła z Fiata 126p, podobnie jak cała deska rozdzielcza. Masa pojazdu wynosiła ok. 600 kg.
Jedyny egzemplarz Wszędołaza znajduje się w Muzeum Techniki i Komunikacji w Szczecinie.

## Galeria

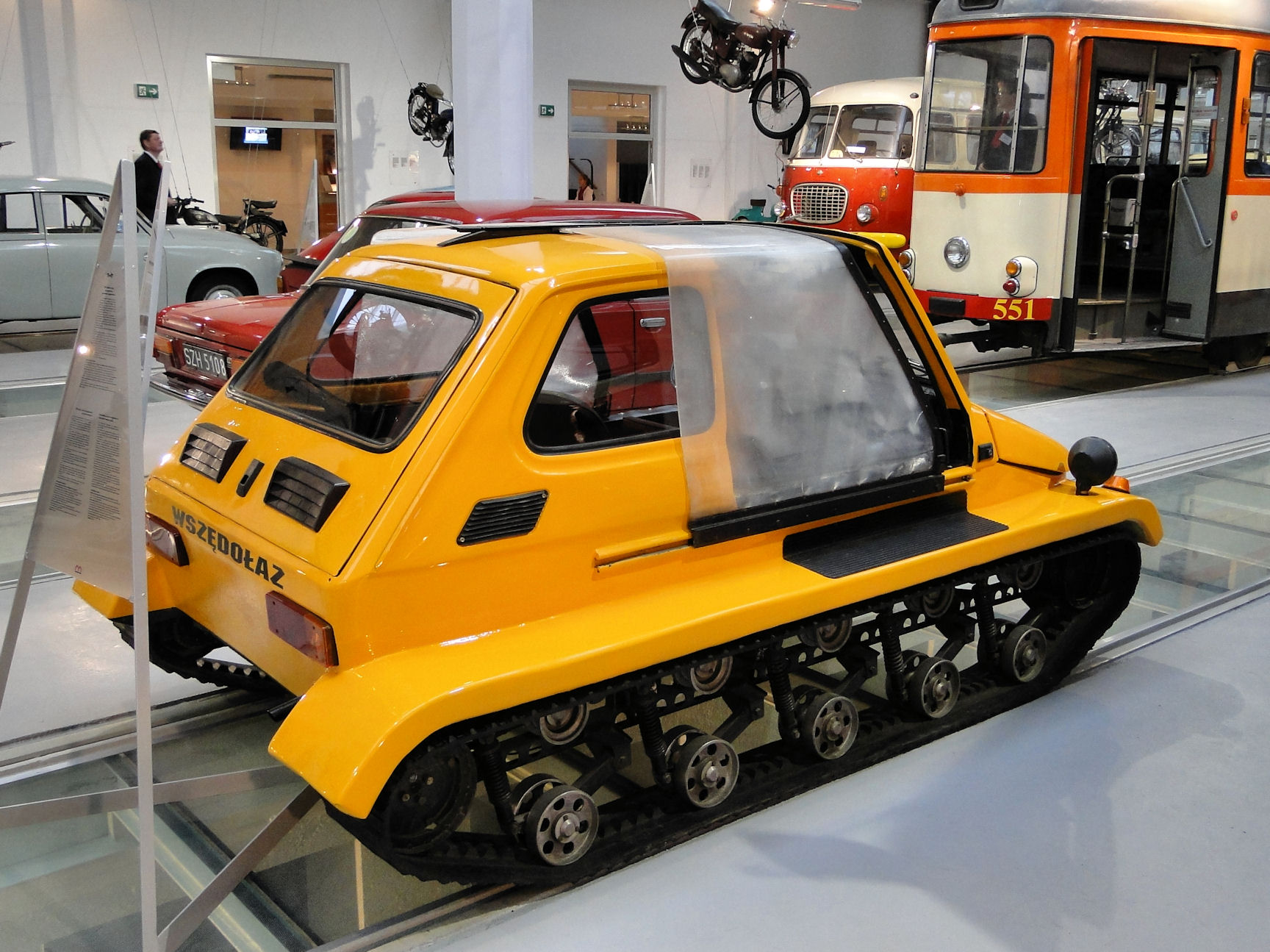
Widok z boku
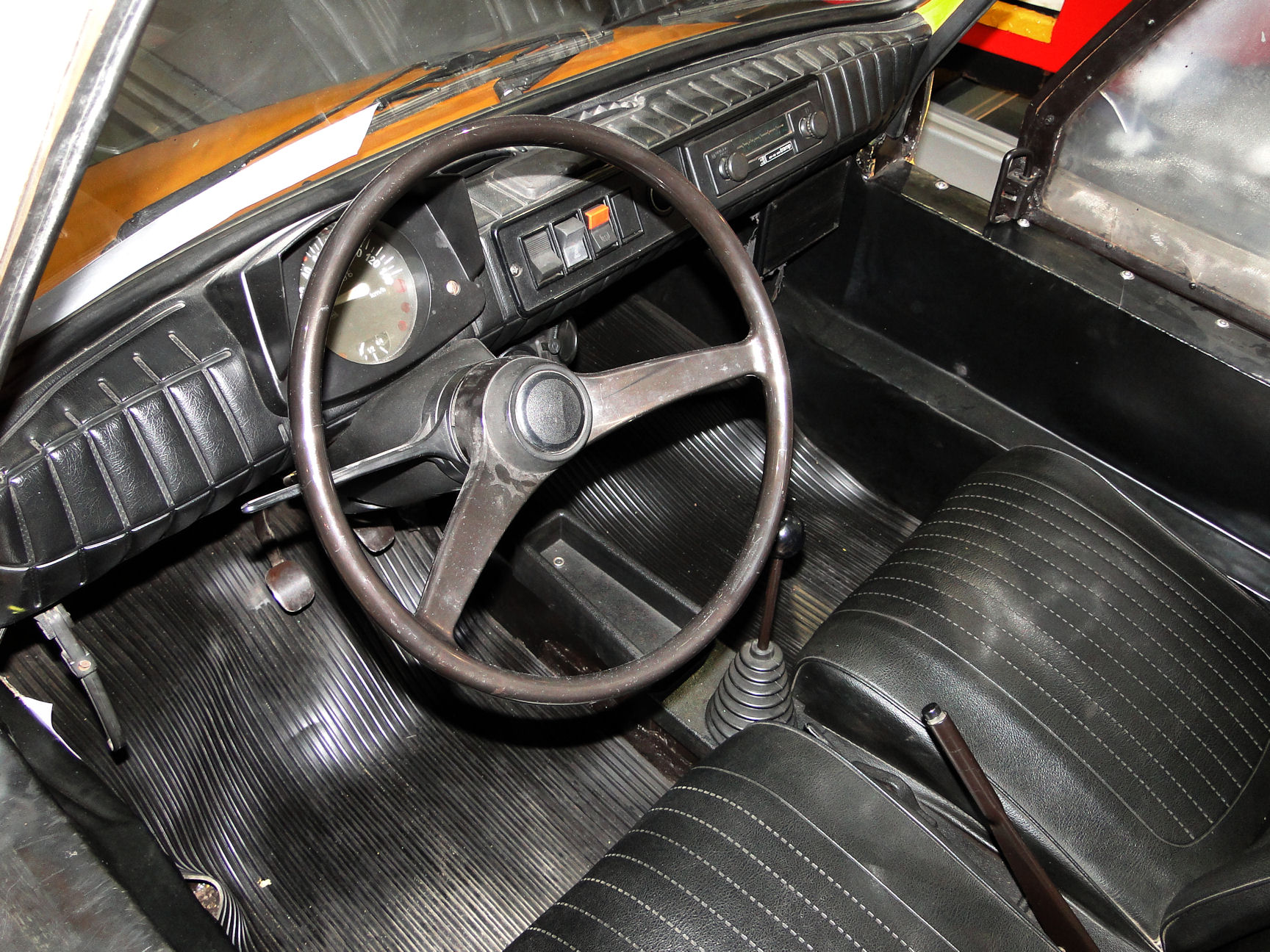
Stanowisko kierowcy
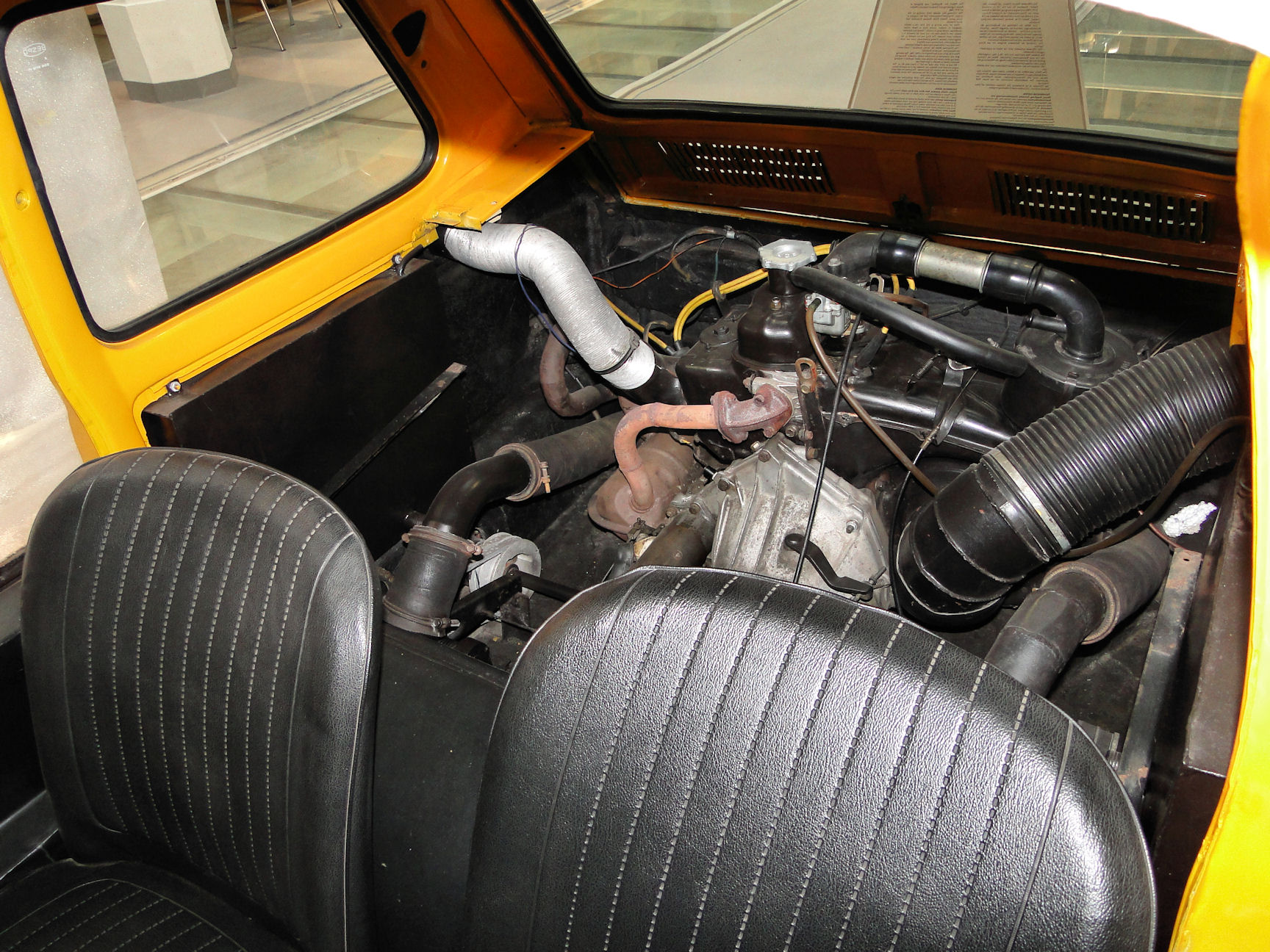
Zespół napędowy
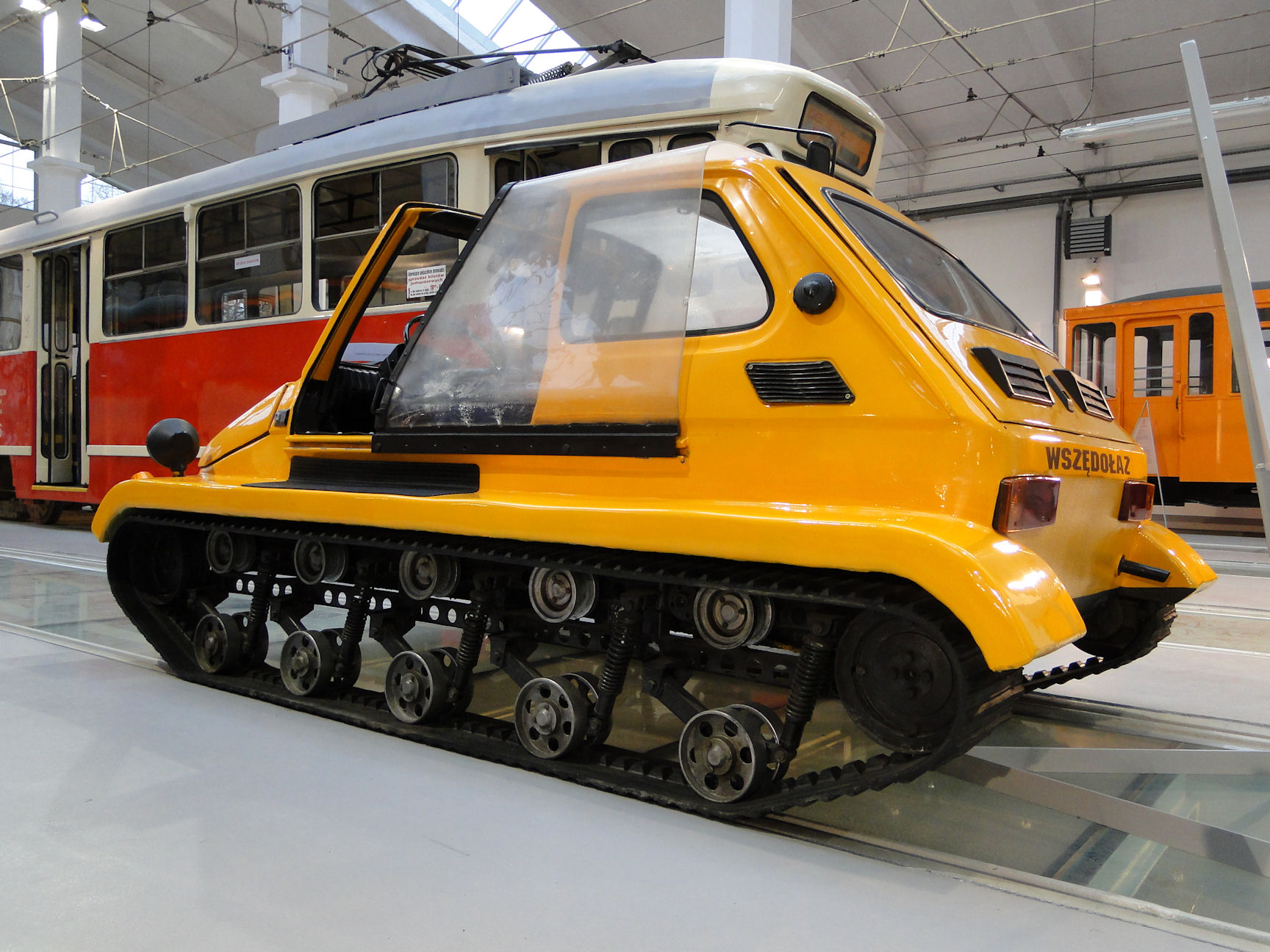
Napęd gąsienicowy